# Donker dwergstekelpootje
Het donker dwergstekelpootje (Satilatlas britteni) is een spinnensoort in de taxonomische indeling van de hangmatspinnen (Linyphiidae).
Het dier behoort tot het geslacht Satilatlas. De wetenschappelijke naam van de soort werd voor het eerst geldig gepubliceerd in 1913 door Jackson.